# Urinrör
Urinröret, latin urethra, är ett rör som vid urinering leder urinen från urinblåsan och vidare ut ur kroppen.
Hos mannen är urinröret cirka 20 cm långt och går från urinblåsan genom prostatakörteln, där sperma vid en utlösning kommer in, och sedan vidare genom penisen och ut genom myningen i ollonet.
Kvinnans urinrör är cirka 3-4 cm långt och går genom blygdbensfogen till urinrörets mynning som finns mellan klitorisollonet och slidans öppning.